# IL2RG
IL2RG (англ. Interleukin 2 receptor subunit gamma) – білок, який кодується однойменним геном, розташованим у людей на X-хромосомі. Довжина поліпептидного ланцюга білка становить 369 амінокислот, а молекулярна маса — 42 287.
| 10         |  | 20         |  | 30         |  | 40         |  | 50         |
| ---------- |  | ---------- |  | ---------- |  | ---------- |  | ---------- |
| MLKPSLPFTS |  | LLFLQLPLLG |  | VGLNTTILTP |  | NGNEDTTADF |  | FLTTMPTDSL |
| SVSTLPLPEV |  | QCFVFNVEYM |  | NCTWNSSSEP |  | QPTNLTLHYW |  | YKNSDNDKVQ |
| KCSHYLFSEE |  | ITSGCQLQKK |  | EIHLYQTFVV |  | QLQDPREPRR |  | QATQMLKLQN |
| LVIPWAPENL |  | TLHKLSESQL |  | ELNWNNRFLN |  | HCLEHLVQYR |  | TDWDHSWTEQ |
| SVDYRHKFSL |  | PSVDGQKRYT |  | FRVRSRFNPL |  | CGSAQHWSEW |  | SHPIHWGSNT |
| SKENPFLFAL |  | EAVVISVGSM |  | GLIISLLCVY |  | FWLERTMPRI |  | PTLKNLEDLV |
| TEYHGNFSAW |  | SGVSKGLAES |  | LQPDYSERLC |  | LVSEIPPKGG |  | ALGEGPGASP |
| CNQHSPYWAP |  | PCYTLKPET  |  |            |  |            |  |            |

A: Аланін

C: Цистеїн

D: Аспарагінова кислота

E: Глутамінова кислота

F: Фенілаланін

G: Гліцин

H: Гістидин

I: Ізолейцин

K: Лізин

L: Лейцин

M: Метіонін

N: Аспарагін

P: Пролін

Q: Глутамін

R: Аргінін

S: Серин

T: Треонін

V: Валін

W: Триптофан

Кодований геном білок за функціями належить до рецепторів, фосфопротеїнів. 
Задіяний у таких біологічних процесах, як взаємодія хазяїн-вірус, альтернативний сплайсинг. 
Локалізований у мембрані.